# Hedwigia filiformis
Hedwigia filiformis là một loài Rêu trong họ Hedwigiaceae. Loài này được (Michx.) P. Beauv. mô tả khoa học đầu tiên năm 1805.